# Pseudochorthippus parallelus
Criquet des pâtures, Oedipode parallèle
Espèce
Pseudochorthippus parallelus, le Criquet des pâtures, parfois aussi nommé Oedipode parallèle, est une espèce d'insectes orthoptères de la famille des Acrididae.

## Description
C'est un petit criquet (mâle de 1,5 cm environ, femelle de 2 cm environ, moins active), de couleurs variées : vert, (couleur la plus fréquente), brun ou pourpre.
Le lobe du bord antérieur de la base des élytres est petit. Les deux sexes sont ailés : les mâles sont brachyptères, (leurs ailes sont cependant plus courtes que l'abdomen) ; les femelles sont microptères (leurs ailes sont vestigiales).S'il se sent en danger, il rejette alors un liquide brun venant du repas végétal qu'il a ingurgité.

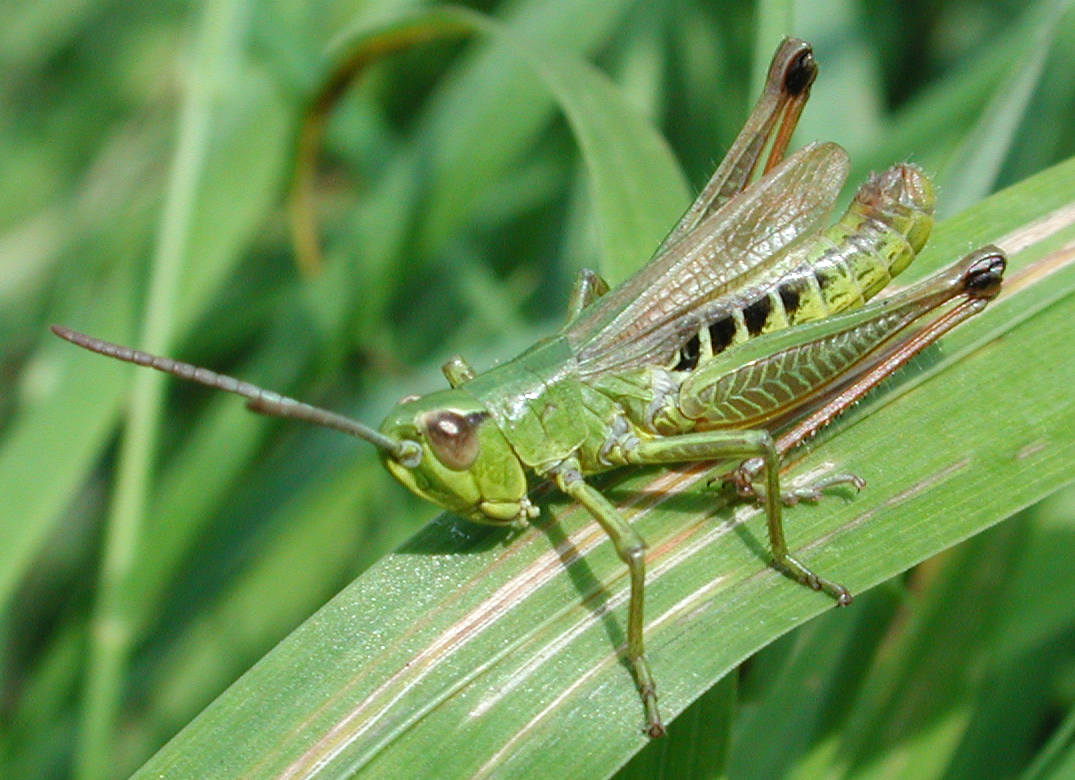
Pseudochorthippus parallelus - mâle.
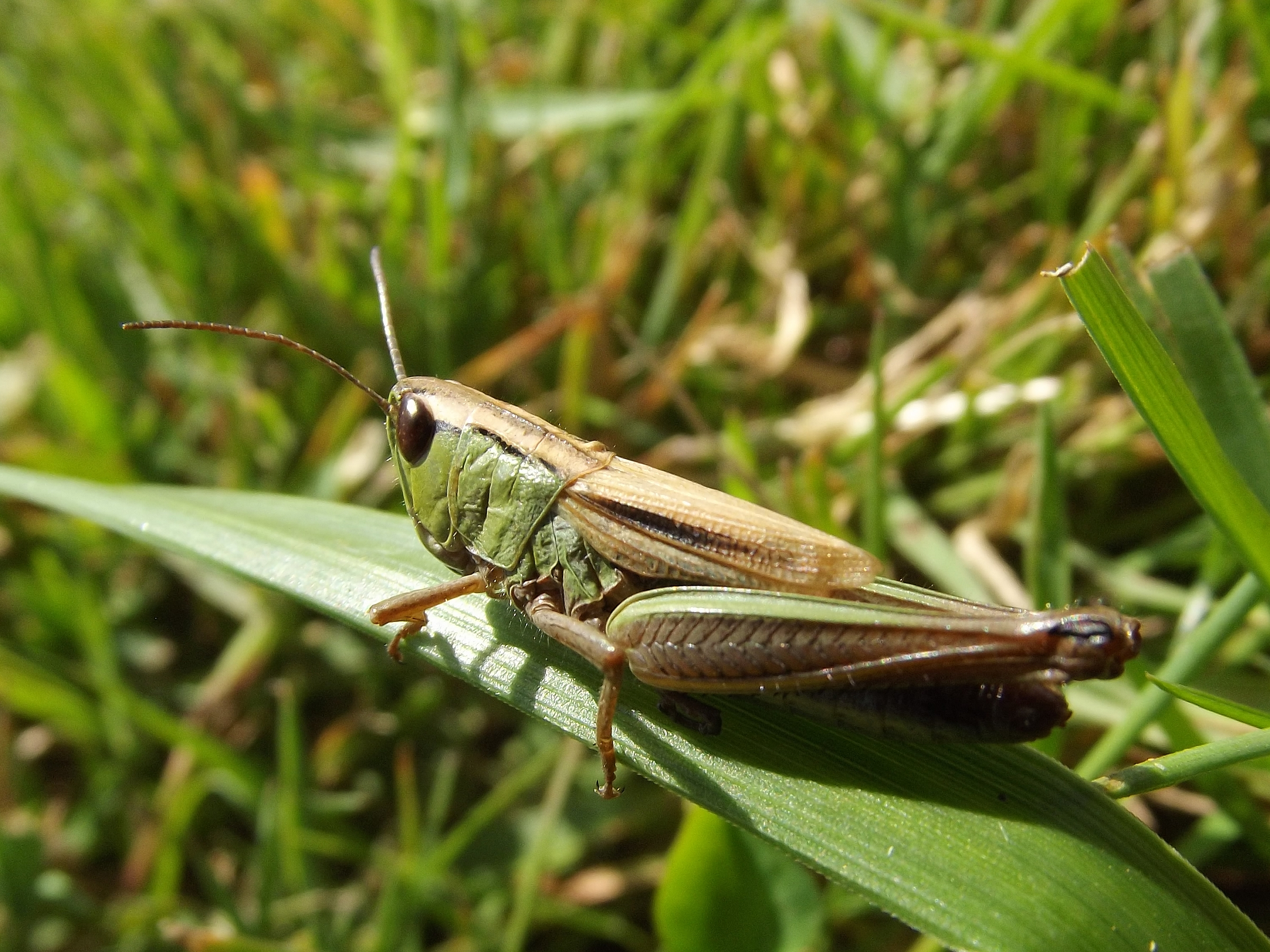
Criquet des pâtures - femelle verte à ailes brunes
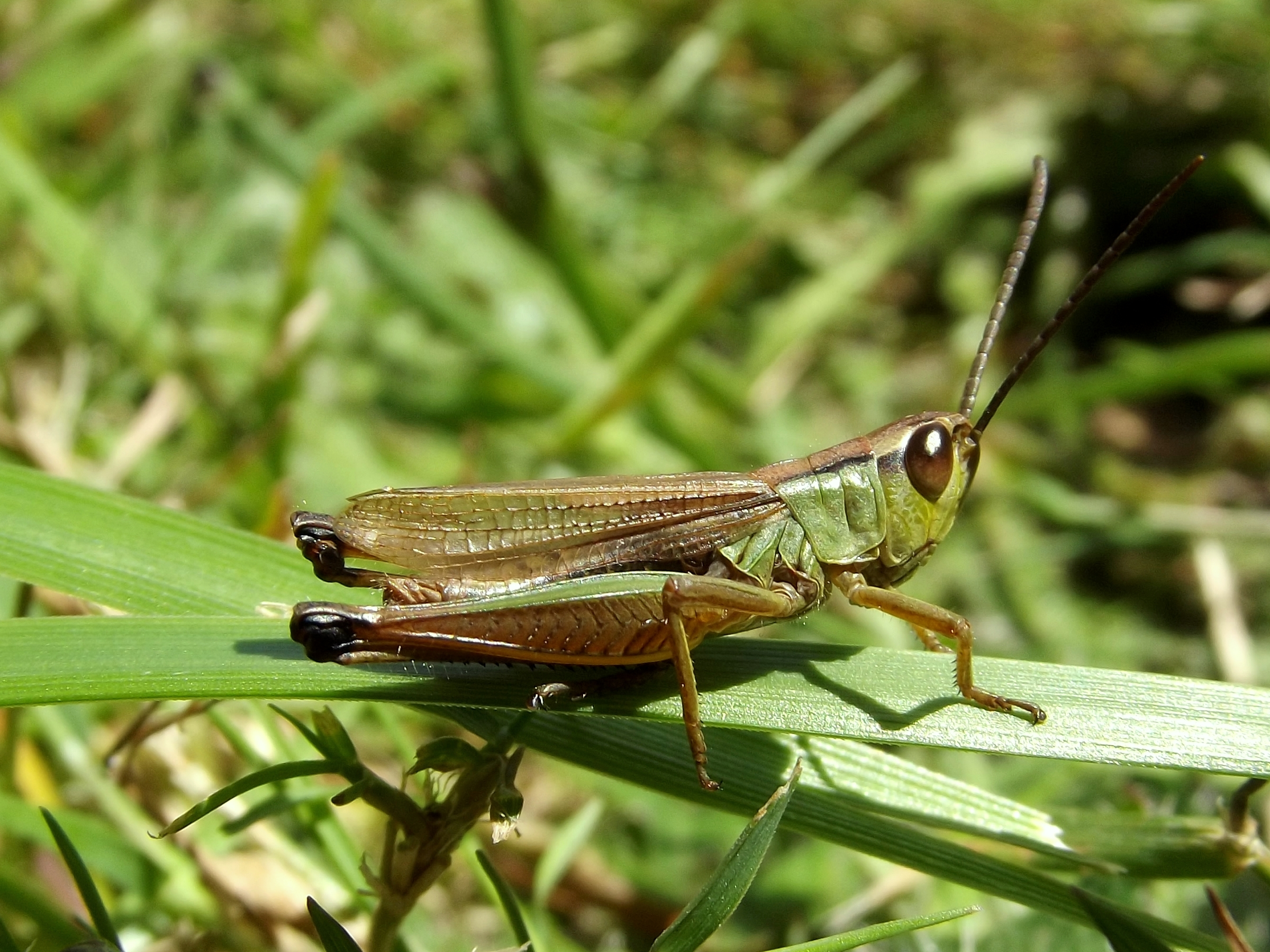
Criquet des pâtures - mâle vert à ailes brunes
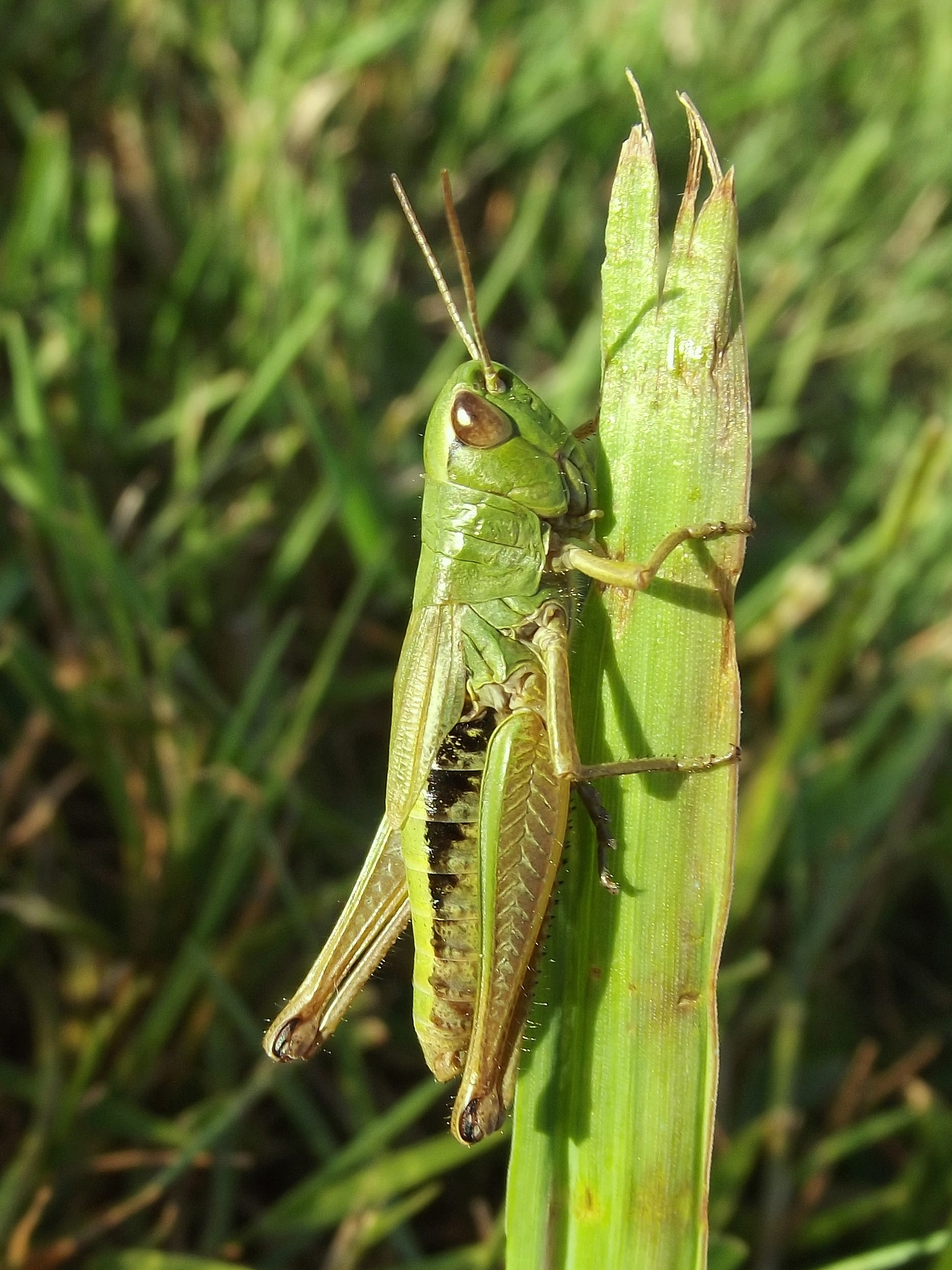
Criquet des pâtures - femelle entièrement verte
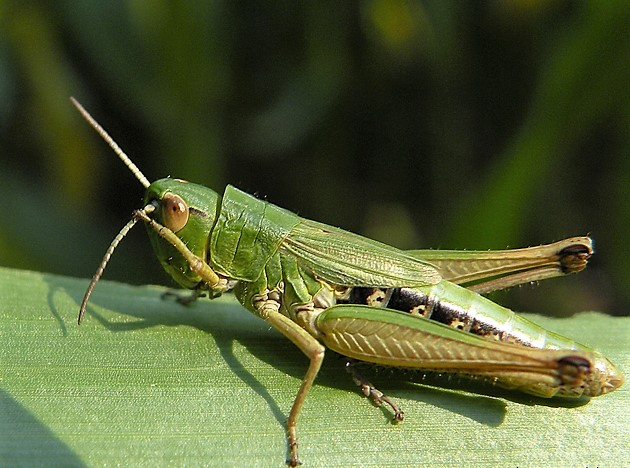
Criquet de pâtures - femelle entièrement verte

## Répartition
Cette espèce commune se rencontre en Europe depuis la côte atlantique jusqu'à l'Oural et à des régions limitrophes d'Asie, depuis la Scandinavie au nord, jusqu'au sud de l'Espagne et l'Anatolie (Turquie) au sud.

## Biotope et stridulation
Ils résident dans des pelouses, de préférence humides : dans les régions du sud de leur aire, on les trouve typiquement dans les vallées et, à plus haute altitude, jusqu'à environ 2 000 mètres, jamais dans des régions arides.
Leur chant est rapide, grinçant : neuf notes enchaînées, accélérées avec amplification du volume, dure 2 à 3 secondes. Il est répété toutes les 5 à 15 secondes.

## Systématique
Le nom valide complet (avec auteur) de ce taxon est Pseudochorthippus parallelus (Zetterstedt, 1821). L'espèce a été initialement classée par l'entomologiste suédois Johan Wilhelm Zetterstedt dans le genre Gryllus sous le protonyme Gryllus parallelus Zetterstedt, 1821,,. Elle porte en français les noms vulgaires de « Criquet des pâtures » et « Oedipode parallèle ».

### Synonymes
Pseudochorthippus parallelus a pour synonymes :
- Chorthippus caffer Ramme, 1923[3],[4]
- Chorthippus longicornis (Latreille, 1804)[4]
- Chorthippus parallelus (Zetterstedt, 1821)[3]
- Gryllus parallelus Zetterstedt, 1821[3],[4]
- Oedipoda paralella (Zetterstedt, 1821)[3]
- Stenobothrus parallelus (Zetterstedt, 1821)[3]

### Sous-espèces
Quatre sous-espèces sont reconnues par Orthoptera Species File (24 septembre 2023) :
- P. p. erythropus (Faber, 1958)
- P. p. parallelus (Zetterstedt, 1821)
  - syn. longicorne (Latreille, 1804)
  - syn. aemulus (Mistshenko, 1951)
  - syn. caffra (Ramme, 1923)
  - syn. explicatus (Sélys-Longchamps, 1862)
  - syn. fuliginosus (Voroncovskij, 1928)
  - syn. geriberti (Harz, 1962)
  - syn. major (Brunner von Wattenwyl, 1882)
  - syn. nigrolineatus (Ivanov, 1888)
  - syn. ochracea (Galvagni, 1950)
  - syn. prasinolateralis (Voroncovskij, 1928)
  - syn. prasinosuperficies (Voroncovskij, 1928)
  - syn. prasinus (Voroncovskij, 1928)
  - syn. pratensis (Puschnig, 1910)
  - syn. pratorum (Fieber, 1852)
  - syn. silvestris (Puschnig, 1910)
  - syn. viridis (Voroncovskij, 1928)
- P. p. serbicus (Karaman, 1958)
- P. p. tenuis (Brullé, 1832)
  - syn. dimidiata (Brullé, 1832)